# Nicolás Espinoza
Nicolás Espinoza (Tenancingo, noviembre de 1795-Nacaome, Honduras, marzo de 1845) fue un militar y político salvadoreño que obernó la República de El Salvador como jefe de Estado del 10 de abril al 15 de noviembre de 1835.
Se graduó de abogado, posiblemente en la Universidad de San Carlos de Guatemala. Se opuso a la anexión de El Salvador al Imperio Mexicano de Agustín I y por ese motivo en 1823 estuvo exiliado en Costa Rica, donde desempeñó funciones de juez.

## Llegada al poder
Recibió el poder Supremo el 10 de abril de 1835, y el vicejefe de Estado el Lic. José María Silva.
En abril de 1835, el Jefe Supremo, General Espinoza, restableció la Intendencia General de la Hacienda otorgándoles funciones judiciales. En mayo de ese mismo año estableció las juntas de Beneficencia en todo el Estado, estableció también el sistema de jurados en las causas criminales que se ventilen en el Estado.
El 22 de mayo del mismo año por haberse establecido el Distrito Federal en la ciudad de San Salvador, la Asamblea Legislativa, con el objeto de reordenar el departamento homónimo, cambia la denominación de este a "Cuscatlán".
El Poder Ejecutivo designó la ciudad de Santa Ana, como la capital del Depto. de Sonsonate, agregándole el partido de Metapán. Por decreto de 7 de mayo de 1835, restableció la Comandancia General del Ejército, separando el mando militar de los Departamentos de la Jefatura Política.
El 17 de junio de 1835,  Espinoza ordenó la venta en pública subasta de los terrenos baldíos. También en esta misma fecha restableció el estanco de tabaco y emitió el respectivo reglamento.